# Гулямов, Улуг Гафурович
Улуг Гафурович Гулямов (1 октября 1933—14 марта 1990) — советский физик, доктор физико-математических наук (1972), член-корреспондент АН Узбекской ССР (1974).

## Биография
Родился в Ташкенте в 1933 г., сын поэта Гафура Гулямова.
Окончил Среднеазиатский университет (1955, физико-математический факультет).
В 1959—1962 гг. младший, старший научный сотрудник, в 1962 г. зам. директора Физико-технического института АН УзССР.
В 1961 г. защитил кандидатскую диссертацию:
- Исследование гиперфрагментов методом ядерных эмульсий : диссертация … кандидата физико-математических наук : 01.00.00. — Ташкент, 1961. — 110 с. : ил.

С 1962 г. в Институте ядерной физики АН Узбекистана: заместитель директора (1962—1969), директор (1969—1978; 1989—1990), зав. лабораторией (1978—1990).
В 1971 г. защитил докторскую диссертацию:
- Неупругие когерентные взаимодействия частиц большой энергии с ядрами : диссертация … доктора физико-математических наук : 01.00.00. — Дубна : Ташкент, 1971. — 256 с. : ил.

Область научных интересов: физика элементарных частиц, релятивистская физика ядра, радиационное материаловедение, активационный анализ и поиск радиоактивных изотопов.

## Награды и звания
Доктор физико-математических наук (1972), профессор, член-корреспондент АН Узбекской ССР (1974, ядерная и радиационная физика).
Лауреат Государственной премии Узбекской ССР имени Бируни (1970). Заслуженный деятель науки Узбекской ССР (1983).